# 핀델른

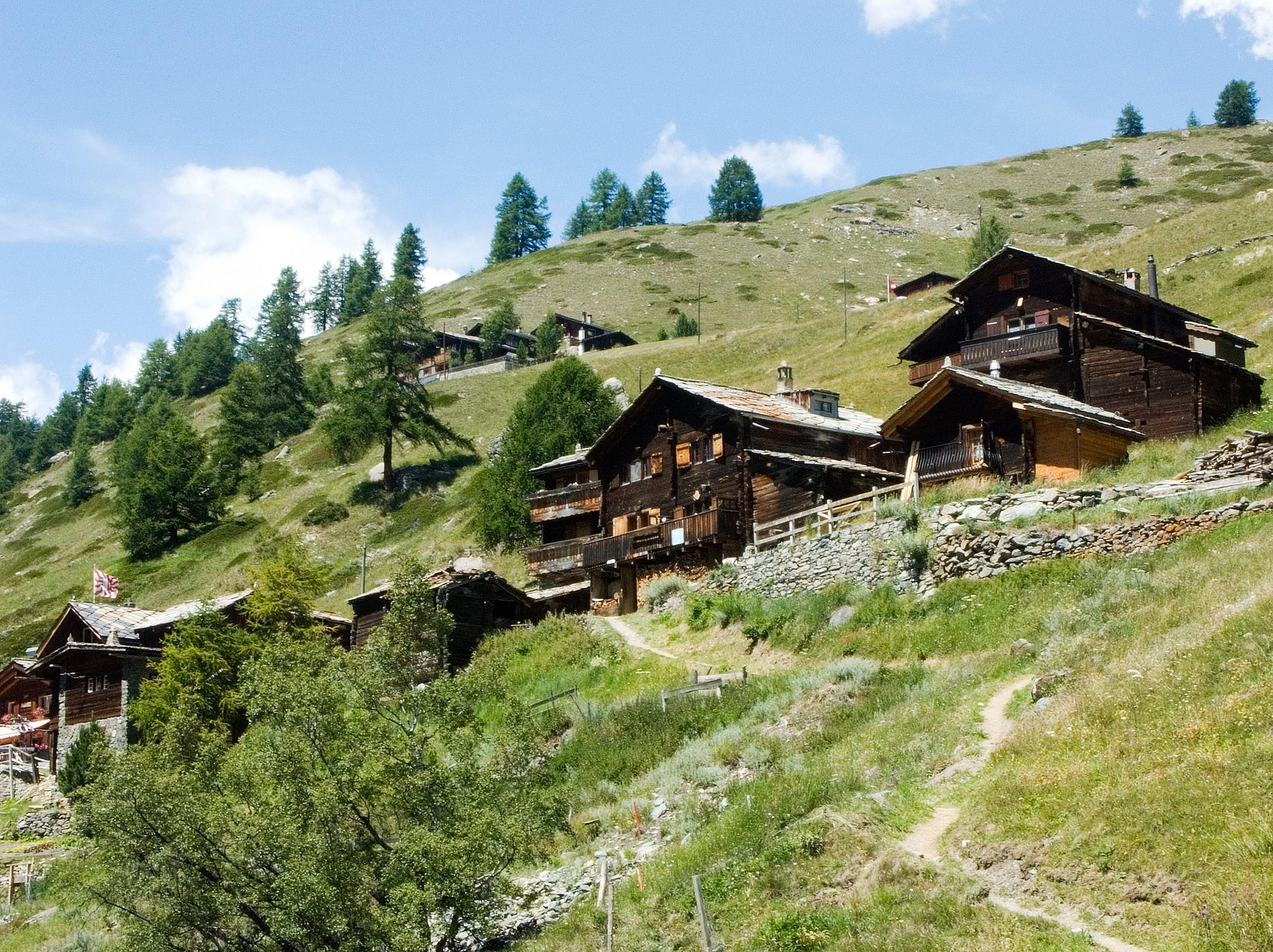
핀델른

핀델른(Findeln)은 스위스 발레주 체르마트 위에 있는 작은 마을 그룹이다. 이 마을은 수네가 – 운터로트호른 – 오버로트호른 산맥의 남쪽을 향한 경사면에 위치하고 있다. 주요 마을은 에겐(Eggen, 2,177m)과 체가센(Ze Gassen, 2,051m)으로 예배당이 있다. 두 곳 모두 체르마트-수네가 푸니쿨라로 쉽게 갈 수 있다.
핀델른의 산악 레스토랑은 세계적으로 유명하며, 보도로 접근하거나 스키 활강로에서 바로 갈 수 있다. 많은 오래된 집들이 지금은 별장으로 사용된다. 정통 발저식 주택, 헛간 및 낙엽송 목재로 지은 가게는 태양에 의해 검게 변해서 목가적인 촬영 포인트가 된다. 핀델른의 건물은 해발 2,000~2,200m 사이의 햇볕이 잘 드는 경사면에 흩어져 있다.

## 지리
핀델른은 핀델 협곡 위의 테라스에 있는 수네가역 아래에 있다. 겨울에는 산악 철도나 등산로를 통해서만 마을에 도달할 수 있다. 인구는 약 100명이며 체르마트에 속해 있다. 핀델른이라는 이름은 마을을 지나 흐르는 핀델바흐에서 따온 것이다. 핀델른은 체르마트 스키장의 일부이다. 2007년에 오래된 체어리프트는 새로운 4인승 체어리프트로 교체되었다. 이것은 수네가에서 핀델른을 거쳐 브라이트보덴까지 이어진다. 이 새로운 리프트는 두 스키 지역인 수네가와 고르너그라트 사이의 중요한 연결 수단이 되었다.
핀델른에서 산악 농부들은 제2차 세계 대전이 끝날 때까지 해발 2,100m까지 호밀과 보리를 계속 심어왔다.